# أندريه ماركوف (الابن)
أندريه أندرييفيتش ماركوف الابن، (بالروسية: Андрей Андреевич Марков) هو عالم رياضيات سوفيتي. وهو ابن الرياضي الروسي آندريه ماركوف، وواحد من المؤسسين الرئيسيين للمدرسة الروسية للرياضيات البنائية والمنطق. قدم إسهامات بارزة في مختلف المجالات الرياضية، بما في ذلك المعادلات التفاضلية، طوبولوجيا، منطق رياضي، أسس الرياضيات.
اسمه مرتبط بوجه الخصوص مبدأ ماركوف، قانون ماركوف، خوارزمية ماركوف. في عام 1953 انضم للحزب الشيوعي.
في عام 1960، حصل ماركوف على نتائج أساسية تبين أن تصنيف المشعبات رباعية- الأبعادغير قابل للتكهن ( لا توجد خوارزمية عامة للتمييز بين مشعبتين عشوائيتين بأربعة أبعاد أو أكثر). هذا بسبب أن المشعبات رباعية-الأبعاد لديها مرونة كافية لتسمح لنا بتضمين أي خوارزمية داخل هيكلها، بحيث تصنيف جميع المشعبات رباعية-الأبعاد قد ينطوي على حل لمشكلة توقف تورينج. هذه النتيجة لها آثار عميقة لقيود التحليل الرياضية.